# Hu Jia
Hu Jia (Peking, 25 juli 1973) is een activist en dissident uit de Volksrepubliek China.

## Levensloop
Zijn werk spitst zich vooral toe op de Chinese democratische beweging en milieubeweging. Hij zet zich ook in voor mensen met aids in China. Hu heeft het internet en vooral zijn weblog gebruikt om de onderdrukking van mensenrechtenverdedigers door het Chinese regime onder de aandacht te brengen. Time Magazine plaatste hem in 2007 op de lijst van honderd invloedrijkste personen ter wereld.
Na zijn eerste arrestatie in 2006 zette zijn vrouw, Zeng Jinyan, een weblog op waarin ze berichtte over de onderdrukkende activiteiten van de geheime politie. Haar weblogs werden verschillende keren geblokkeerd. Tijdens zijn huisarrest van augustus 2006 tot maart 2007 zetten hij en zijn vrouw een realitydocumentaire online, waarin ze verslag deden van het constante politietoezicht. Deze documentaire, Prisoners in Freedom City, werd wijd verspreid over het internet.
Hu werd opnieuw opgepakt in december 2007 en in april 2008 werd hij veroordeeld tot drie en een half jaar gevangenisstraf. Op 22 oktober 2008 werd hij overgeplaatst naar een gevangenis in Peking, waarmee hij zich dichter bij zijn familie bevindt en gemakkelijker bezoek kan krijgen.

### Arrestaties en huisarresten
Hu Jia werd meerdere malen gearresteerd.
16 februari 2006Hu werd zonder opgaaf van reden gearresteerd en bleef 41 dagen vast zitten.
Augustus 2006 - maart 2007Hu werd gedurende 241 dagen onder huisarrest geplaatst. Tijdens dit huisarrest maakten hij en zijn vrouw een online realitydocumentaire over het constante politietoezicht.
Mei 2007Hu werd opnieuw gedurende korte tijd onder huisarrest geplaatst.
27 december 2007Hu werd zonder officiële aanklacht afgevoerd door de politie. Een maand eerder had hij via een audioverbinding een verklaring afgelegd tegenover het Europees Parlement. Zijn vrouw werd onder huisarrest geplaatst.
3 april 2008De rechtbank in Peking veroordeelde Hu voor drieënhalf jaar gevangenisstraf en een jaar ontneming van zijn politieke rechten.

### Gezondheidsklachten
Hu Jia kampt al een tijd met gezondheidsproblemen: hij lijdt aan een leverziekte die het resultaat is van een hepatitis B-infectie en heeft dagelijks medicatie nodig.
Zijn leveraandoening kan leiden tot kanker wanneer hij daar niet aan behandeld wordt. Volgens het hoofd van het medische instituut van de gevangenis, is de cirrose-aandoening geen medische reden om Hu vrij te laten en wees daarom een verzoek om een voorwaardelijke invrijheidstelling in 2010 af.

## Onderscheiding
Op 23 oktober 2008 kreeg Hu de Sacharovprijs voor de Vrijheid van Denken van het Europees Parlement. De Sacharovprijs is bestemd voor personen en organisaties die zich wijden aan de bescherming van de rechten en fundamentele vrijheden van de mens.
In april dat jaar had de stad Parijs hem samen met de veertiende dalai lama al uitgeroepen tot ereburger van de stad.
In 2008 werd hij gezien als een van de kanshebbers voor de Nobelprijs voor de Vrede. Twee jaar later werd die wel toegekend aan een andere Chinese dissident, Liu Xiaobo.